# 사이코패스
사이코패스(영어: psychopath)는 반복적인 반사회적 행동과 공감 및 죄책감의 결여, 충동성, 자기중심성 등을 특징으로 하는 전통적인 성격 장애 분류이다. 현대 정신의학에서는 대부분 반사회성 인격장애로 분류되나, 일반적으로 언급되는 '사이코패스'의 뜻과 반드시 일치하는 것은 아니다. 뇌에 이상이 생겨서 탄생한 사이코패스들은 보통 지능이 낮으며 두뇌 기능에 문제가 있다.

## 개념 연혁
역사적으로 다양한 문화권에서 충동성이 강하고 사회규범을 쉽게 위반하는 이러한 성격 유형을 가리키는 유사한 분류가 발견되며 흔히 단순한 광기와는 구분되는 용어로 사용되었다. 19세기 프랑스 정신과 의사 필리프 피넬(프랑스어: Philippe Pinel)이 사이코패스 증상에 대해 최초로 저술하였고, 1920년대 독일의 심리학자 커트 슈나이더(Kurt Schneider)가 정신병리학적인 사이코패스의 개념을 설명했다. 미국의 심리학자 허비 클레클리도 이러한 개념에대한 추가 작업을 진행한바있으며 캐나다의 심리학자 로버트 헤어는 사이코패스 판정도구(PCL-R)를 개발하고 《진단명 사이코패스》라는 책을 저술했다.

## 증상
미국 브르크하멜국립연구소의 연구 결과에 따르면 사이코패스들은 감정을 관여하는 전두엽이 일반인들처럼 활성화되지 않기 때문에(일반인의 약 15%) 감정을 느끼는 데 매우 미숙하다. 상대방의 입장을 헤아리지 못해 이기적이며, 충동적이고 즉흥적인 행동을 한다. 대부분의 사이코패스는 우리가 흔히 생각하는 연쇄살인마가 되는 것이 아니며(미국의 경우, 사이코패스의 인구가 500만 명 정도 되는데 그중 살인자는 몇만 명뿐이다.) 살인보다는 상습 사기 및 절도, 횡령, 강도, 성범죄, 인터넷 해킹, 사이비종교 창시 같은 재산범죄를 연속적으로 일으켜서 교도소를 들락거리는 경우가 많아지며, 거짓말에 매우 능하고 자신의 거짓말이 들통나도 눈 하나 꼼짝하지 않으며 곧바로 다른 거짓말을 생각해내기도 한다. 뻔뻔하게 어떤 말이든지 아무렇지 않게 내뱉기 때문에, 매우 무식한 사람이라도 아주 박식하고 매력적이며 유능한 사람으로 보일 수 있다.
사이코패스는 주어진 환경에 따라 다양하게 발현된다. 그렇기 때문에 정치계나 업계의 상위 계층에 속한 사람들에도 찾아볼 수 있다. 그들은 계산적인 행동과 표정과 말투로 사회에서 능숙히 섞여 지내고 환경에 따라 발현되는 정도가 달라 범죄를 저질렀을 때만 사이코패스를 일반인과 구분할 수 있다는 특징을 가진다. 그래서 보통 사이코패스를 '반사회성 인격장애'라 부르기도 한다.

## 범죄
대한민국에서는 대표적으로 연쇄살인범 우범곤과 유영철, 강호순, 이영학, 이춘재 등이 알려져 있다. 유영철은 PCL-R 검사에서 40점 만점에 34점의 점수를 받았다.
영국의 경우도 10살에 살인 혐의로 체포된 메리 플로라 벨이 사이코패스로 판명되었다. 몇번의 탈옥을 시도해서 형량이 다소 증가하긴 했지만 현재는 만기출소 후 평범하게 살고 있으며 2009년에 외손녀가 태어났다.
미국의 경우 금융사기범 버나드 메이도프가 있다.

## 소시오패스
그러나 전문가들은 사이코패스와 소시오패스가 정신분석학 및 심리학에서 사용되는 정식 용어로서는 '반사회적 인격장애'(Antisocial personality disorder ,ASPD 또는 APD)범주안에서 다루지는 것이 일반적이다. 사이코패스와 소시오패스 모두 반사회적 인격 장애를 지닌 인물을 지칭하는 용어라는 설명이다. 둘 다 ASPD에 속하며 잔혹한 정도나 사회적 행동 양상 등 상황에 따라 이름만 달리 붙이는 경우도 있을 수 있다. 소시오패스에 대한 정확한 정의는 전문가들 사이에서 아직 더 다루어져야할 부분이 있는 것으로 여겨지기도 한다. 소시오패스도 선천적인 것이어서 사이코패스와 다를 바 없다고 주장하는 학자들도 있다.

## 같이 보기
- 반사회성 인격장애